# Eduard Maaß
Eduard August Maaß (* 8. Apriljul. / 20. April 1875greg. in Dorpat, Gouvernement Livland, Kaiserreich Russland; † 18. März 1958 in Schönburg, Bezirk Halle, DDR) war ein evangelisch-lutherischer Geistlicher deutschbaltischer Herkunft.

## Leben

### Herkunft und Familie
Sein Vater war der Seminardirektor Eduard Maaß (1838–1930), seine Mutter Amalie geb. Besch (1834–1919). Er war verheiratet mit der Malerin Editha von Haken (1883–1960).
Eduard Maaß’ älteste Tochter Editha Amalie (* 1903 in Nuckö) wurde Ärztin. Sie war mit Alfred Mueller-Stahl verheiratet. Aus der Ehe gingen u. a. die Kinder Hagen Mueller-Stahl und Armin Mueller-Stahl hervor.

### Werdegang
Maaß besuchte von 1883 bis 1889 das Gymnasium in Dorpat und von 1889 bis 1894 die St. Petri-Schule in St. Petersburg. Er studierte von 1894 bis 1899 Theologie an der Kaiserlichen Universität Dorpat, wo er Mitglied des Theologischen Vereins wurde. 1899 bestand er das Konsistorial-Examen in Reval und hielt von 1899 bis 1901 sein Probejahr bei P. Grohmann in Reval und beim Propst Rinne in Karusen (Estl.). Am 6. Mai 1901 wurde er in Reval von Generalsuperintendent Leopold Hörschelmann ordiniert. Von 1901 bis 1902 war er Pastor-Adjunkt an der Johanniskirche in Reval. Ab 1902 war er als Pastor in Nuckö (Estl.) tätig. Von 1910 bis 1913 war er Pastor in Weißenstein und Schuldirektor, von 1913 bis 1918 Pastor und Lehrer in St. Petersburg, 1918 Gymnasialdirektor in Werro. Maaß wirkte sodann von 1919 bis 1931 als Pfarrer an der Deutschen Kirche in Tilsit. Von 1946 bis 1948 war er als Pfarrer in Schönburg an der Saale tätig.